# María Teresa Campos
María Teresa Campos Luque (Tetuão, 18 de Junho 1941 – Madri, 5 de setembro de 2023) foi uma apresentadora e uma jornalista espanhola.
Estudou a filosofia pela universidade de Malaga e participou em programas diversos do rádio e da televisão. É viúva, mãe de duas filhas e avó de três netos.

## Morte
Campos morreu em 5 de setembro de 2023, aos 82 anos, no Hospital Universitario Fundación Jiménez Díaz em Madri.

## Obras
- “Como librarse de los hijos antes de que sea demasiado tarde” (Humor - Ed. Temas de hoy – 1993)
- “Qué hombres” (Humor - Ed. Temas de hoy – 1994)
- “Agobios nos da la vida” (Humor - Ed. Temas de hoy – 1997)
- "Mis dos vidas” (Memorias - Ed. Planeta – 2004)

## Prêmios
- Premio Ondas 1980
- Antena de Oro 1994
- Premio Ondas 2003
- TP de Oro 2004
- Medalla de Oro de la Junta de Andalucía
- Premio Clara Campoamor 2007

## TV
- Buenas noches (TVE)
- Estudio directo (TVE)
- Viva la tarde (TVE)
- Diario de sesiones (TVE)
- Por la mañana (TVE)
- A mi manera (TVE)
- Ésta es su casa (TVE)
- Pasa la vida (TVE)
- Telepasión (TVE)
- Perdóname (TVE)
- Tardes con Teresa (TVE)
- Día a día (Tele 5)
- Cruce de caminos (Tele 5)
- Buenas Tardes (Tele 5)
- Tú dirás (Tele 5)
- Cada día (Antena 3)
- Lo que inTeresa (Antena 3)
- Especial Rocío Jurado (Antena 3)
- El laberinto de la Memoria (Telecinco)
- La mirada crítica (Telecinco)
- Paquirri: 25 años de leyenda (Telecinco)
- Rocío Dúrcal: más bonita todavía (Telecinco)
- VHS (Telecinco)